# Samsung Galaxy Note
Samsung Galaxy Note (GT-N7000) — коммуникатор (фаблет) компании Samsung, отличающийся от многих мобильных устройств своими крупными габаритами и диагональю дисплея более 5 дюймов, и, по данной причине, напоминающий планшетный компьютер.
Смартфон был анонсирован на выставке Internationale Funkausstellung Berlin 2011 (IFA 2011) в Берлине. Коммуникатор работает на базе операционной системы Android и обладает характеристиками как смартфона, так и планшетного компьютера, что делает его выделяющимся среди других моделей на рынке смартфонов. Samsung позиционирует Galaxy Note как «гибрид» смартфона и планшета, способный заменить пользователям устройства блокноты и ежедневники благодаря стилусу S Pen, поставляемому в комплекте вместе с самим устройством. Из аппаратных характеристик устройства можно выделить, в первую очередь, дисплей с диагональю 5,3 дюйма, разработанный по технологии HD SuperAMOLED, и HD-разрешением 1280x800px, двухъядерный процессор с частотой 1,4 ГГц, 8-мегапиксельную камеру с возможностью записи видео с разрешением Full HD 1080p и 2-мегапиксельную фронтальную камеру для видеовызовов, а также поддержку HSPA+ соединения (3,75G) со скоростью до 21,6 Мбит/с и 1 ГБ оперативной памяти.
Аппарат поддерживает функцию USB-host, которая позволяет подключать к нему периферийные устройства, такие как клавиатура, мышь и принтер.
Аппарат имеет стилус под названием S Pen. В дополнении с Мультитач, стилус может быть использован в различных приложениях, например, при написании SMS-сообщения (смартфон преобразует рукописные буквы в печатные, тем самым облегчая ввод текста). Также 30 августа 2012 года компания выпустила SDK для S Pen, чтобы разработчики могли создавать приложения с поддержкой функций данного стилуса.
Система спутникового позиционирования поддерживает работу с системой ГЛОНАСС, которая используется в данной модели, как в одной из первых, поддерживающих работу с ГЛОНАСС.
В России начал продаваться 26 ноября 2011 года.

## Разновидности
Существует четыре версии, представленных для разных стран и регионов:

Samsung Galaxy Note GT-N7000 — оригинальная модель устройства. Продаётся в СНГ и Европе, а также на большей части Азии, в том числе и в Южной Корее, стране-производителе продукции марки Samsung.

Samsung Galaxy Note SGH-i717 — модификация для американского оператора AT&T, предназначенная для продажи в США и Канаде. Отличается от оригинального устройства поддержкой LTE-сетей (4G), наличием в устройстве NFC-чипа, сенсорной аппаратной клавишей «возврат на „домашний“ экран» («Home»), вместо механической, а также добавленной сенсорной клавишей поиска и отсутствием FM-приёмника. Также в данной модификации установлен процессор Qualcomm Snapdragon MSM8660 с тактовой частотой 1,5 ГГц и графическим ускорителем Adreno 220.

Samsung Galaxy Note LTE — версия аппарата для Корейского рынка, отличается поддержкой LTE (4G), наличием TV-выхода и NFC-чипа. Снят с производства.

Samsung Galaxy Note GT-N7003 — модификация для ЮАР, вместо SuperAMOLED-дисплея установлен S-LCD, а также одноядерный процессор Qualcomm Snapdragon MSM8255T и графический ускоритель Adreno 205. Снят с производства.

## Тесты и обзоры
- In-Use обзор Samsung Galaxy Note (рус.)
- Просто огромный смартфон — обзор на http://hi-tech.mail.ru